# Paspalum longipedunculatum
Paspalum longipedunculatum är en gräsart som beskrevs av J.Le Conte. Paspalum longipedunculatum ingår i släktet tvillinghirser, och familjen gräs. Inga underarter finns listade i Catalogue of Life.